# Крамарщина (Гадячский район)

Крама́рщина (укр. Крамарщина) — село,
Розбишевский сельский совет,
Гадячский район,
Полтавская область,
Украина.
Код КОАТУУ — 5320485904. Население по переписи 2001 года составляло 25 человек.

## Географическое положение
Село Крамарщина находится в 4-х км от левого берега реки Хорол.
На расстоянии до 2-х км расположены сёла Пирятинщина и Лободино.
По селу протекает пересыхающий ручей с запрудой.

## История
- 1861 — дата основания.